# Carretera Federal 2
Die Carretera Federal 2 ist eine Fernstraße in den mexikanischen Bundesstaaten Baja California, Sonora, Chihuahua, Coahuila, Nuevo León und Tamaulipas. Die Carretera Federal 2 verläuft von Tijuana nach Ciudad Juárez, von dort nach Ciudad Acuña und endet bei Matamoros.

## Städte am Highway
- Tijuana, Baja California
- Mexicali, Baja California
- San Luis Río Colorado, Sonora
- Caborca, Sonora
- Magdalena de Kino, Sonora
- Cananea, Sonora
- Ciudad Juárez, Chihuahua
- Ciudad Acuña, Coahuila
- Piedras Negras, Coahuila
- Nuevo Laredo, Tamaulipas
- Reynosa, Tamaulipas
- Matamoros, Tamaulipas